# Dorfcombo
Die Dorfcombo ist eine Band aus Rheinstetten (Baden-Württemberg), die Rockmusik mit deutschen Texten spielt.

## Geschichte
Die Band wurde Mitte der 1980er in Rheinstetten gegründet. 1986 spielten sie beim Fest in Karlsruhe. Das erste Album erschien 1991 im Eigenvertrieb. Die Gruppe erarbeitete sich auf zahlreichen Konzerten einen Ruf als gute Live-Band, unter anderem im Vorprogramm von Purple Schulz und der Spider Murphy Gang. Charakteristisch waren die oft ironischen Songtexte.
1993 gewann die Dorfcombo mit dem Lied Es ist immer einer besser den vom Radiosender SWF3 veranstalteten Nachwuchswettbewerb Rookies. Danach erhielt die Band Angebote namhafter Plattenfirmen. Ihr zweites Album Gnadenlos virtuos erschien bei BMG und enthielt neben neuen auch einige alte Songs des ersten Albums, darunter auch der als Single ausgekoppelte und bei Ariola erschienene Titel Dich lieb ich noch mehr (Autolied). Die Bandmitglieder entschieden sich jedoch bewusst gegen eine Zukunft als Profimusiker, da sie diesen Schritt aus Rücksicht auf die familiäre bzw. berufliche Situation nicht gehen wollten.
In den folgenden Jahren veröffentlichte die Band noch zwei weitere Alben und trat zusammen mit Bands wie The Hooters, Paddy Goes to Holyhead, BAP und den Leningrad Cowboys auf. 2005 gaben sie nach etwa tausend Auftritten ein Abschiedskonzert. Auf ein Revival-Konzert am 28. Juni 2019 bei der 800-Jahr-Feier von Neuburgweier folgten weitere Auftritte in der Region etwa beim Vor-Fest von Das Fest 2022. Im Karlsruher Kulturzentrum Tollhaus gaben sie im März 2024 ein Konzert zum 40-jährigen Bandjubiläum.

## Diskografie
- Sonst nix (1991)
- Gnadenlos virtuos (1994)
- Keusche Geräusche (1996)
- Überdosis (2000)
- Dorfcombo 20 Jahre – live / Letzte Ausfahrt: Lamm (DVD)